# 東海岸大道
東海岸大道（简称“ECE”）是馬來西亞的一條主要高速公路，为吉隆坡－加叻大道的一條分支道路。東海岸大道西端始於彭亨州加叻，东端終點於登嘉楼州首府瓜拉登嘉樓，全長358公里，横貫彭亨和登嘉樓两州。驾车者从吉隆坡前往东海岸的时间因此路而大幅缩短。

## 路线
东海岸大道为收费大道，双向交通各有两条车道。本高速公路从吉隆坡－加叻大道的加叻交通枢纽开始，途经彭亨州联增、文德甲、淡马鲁、珍諾、马兰、斯里再也、甘孟、关丹，以及登嘉楼州的雅姆、朱蓋、龙运、鐵山等地，最后终于瓜拉登嘉楼。

## 概况
东海岸大道在1990年代中期开始进行规划。2000年开始动工，大道第一阶段从加叻到甘孟的路段于2004年4月22日建成，之后往雅姆的路段则于2007年7月15日竣工。
大道的第二阶段将会延伸至瓜拉登嘉楼，预计2015年便能完成。目前瓜拉登嘉楼至铁山的部分已经通车，唯驾车者需要在雅姆离开东海岸大道自行前往铁山才能续程使用本大道前往瓜拉登嘉楼。
未来的计划包括大道第三阶段，由瓜拉登嘉楼经话望生大道延伸至吉兰丹州首府哥打峇鲁，全长171公里。第四阶段则从甘孟沿着海岸线延伸至柔佛州新山，全长270公里。

## 外部連結
- MTD Infraperdana